# Parafia Matki Bożej Zwycięskiej w Krakowie
Parafia Matki Bożej Zwycięskiej w Krakowie – parafia rzymskokatolicka należąca do dekanatu Kraków-Borek Fałęcki archidiecezji krakowskiej w Borku Fałęckim przy ulicy Zakopiańskiej.

## Historia parafii
Została utworzona w 1925.
Kościół parafialny wybudowany w latach 1937-1939, konsekrowany w 1975.

### Terytorium parafii
Do parafii należą wierni mieszkający w Krakowie (ulice: Armii Kraków, Białostocka, Bieszczadzka, Bluszczowa, Chłodna, Ciechocińska, Ciepła, Ciołkosza, Dekarzy, Dębickiego, Falowa, Forteczna nr 7-20, Gajowa, Goryczkowa, Goździkowa, Horaka, Hubalczyków, Huculska, Jagodowa, Janowskiego nr 1-38, Jasielska, Jeleniogórska, Judyma nr 2-10, Jugowicka, Kaliska, Kąpielowa, Kierzkowskiego, Kępna, Kokosowa, Kolejarzy, Kościuszkowców, Kowalska, Krochmalniki, Krośnieńska, Księżycowa, Kustronia, Ludwisarzy, Łukasińskiego, Marcika, Micińskiego, Miła, Mireckiego, Modra, Narwik nr 1-8, Na Zrębie, Niecała, Niemcewicza, Nowodworskiego, Nowogródzka, Okrzei, Orzechowa, Owocowa, Piaseckiego, Podmokła, Pustynna nr 5-7, Rynek Fałęcki, Siarczana, Sielska, Skrzetuskiego 3, 11, Szumca, Szylinga, Światowida, Świebodzicka, Tokarska, Torowa, Tulipanowa, Turonia nr 26, 28, Zaborze, Zakopiańska nry parzyste 52‑208, nr nieparzyste 77‑195, Zaułek Jugowicki, Zawiła, Zbrojarzy nr 1-55, Zdunów i Żywiecka).

## Kler parafialny[1]

### Proboszczowie
- ks. Wojciech Karabuła (1925 - 1931)[2]
- ks. Adolf Zagrodzki (1931 - 1939)[1]
- ks. Władysław Mączyński (1939 - 1942)
- ks. Jan Wieczorek (1942 - 1946)
- ks. kanonik Władysław Ryba (1946[1]-1971[3])
- ks. prałat Józef Kołodziejczyk (1971-1996)[3]
- ks. prałat Grzegorz Szewczyk (1996-2010)[3]
- ks. kanonik Marian Chyrc (2010 - 2020)[4]
- ks. Sławomir Kowalski (od 2020)[5]

### Wikariusze
- ks. Wojciech Karabuła (1919 - 1920 i 1924-1925)
- ks. Adam Gałuszkiewicz (1921 - 1924)
- ks. Jan Kysela (1929 - 1930)
- ks. Józef Kolber (1930-1934)
- ks. Stanisław Dąbrowski (1930-1935)
- ks. Franciszek Czarnota (1935-1936)
- ks. Władysław Dercz (1936 - 1941)
- ks. Jan Wieczorek (1941 - 1942)
- ks. Ignacy Czabański (1942 - 1943)
- ks. Władysław Stanek (1943 - 1949)
- ks. Stefan Kowalczyk (1949 - 1950)
- ks. Władysław Kajzer (1950 - 1951)
- ks. Jan Mironow (1951 - 1971)
- ks. Franciszek Figura (1957 - 1971)
- ks. Franciszek Noga (1959 - 1963)
- ks. Stanisław Wcisło (1961 - 1962)
- ks. Józef Jędrysek (1962 - 1966)
- ks. Jan Krysta (1963 - 1969)
- ks. Tadeusz Szarek (1966 - 1970)
- ks. Michał Jagosz (1968 - 1969)
- ks. Józef Rzadkosz (1969 - 1971)
- ks. Jan Dziasek (1970 - 1971)
- ks. Władysław Kos (1971 - 1979)
- ks. Leon  Kobulia (1971 - 1972)
- ks. Jan Szkodoń (1972 - 1973)
- ks. Zbigniew Gerle (1973 - 1977)
- ks. Jacek Wróbel (1977 - 1979)
- ks. Jan Cieślik (1978 - 1981)
- ks. Eugeniusz Dziedzic (1979 - 1984)
- ks. Stanisław Czernik (1984 - 1984)
- ks. Jerzy Brońka (1981 - 1983)
- ks. Rafał Domagała (1983 - 1989)
- ks. Jerzy Bukalski (1984 - 1990)
- ks. Antoni Pitek (1989 - 1996)
- ks. Tadeusz Majcher (1990 - 1993)
- ks. Stanisław Wątorski (1991 - 1996)
- ks. Czesław Sandecki (1993[3]- 1997[6])
- ks. Grzegorz Szewczyk (1996-1996)
- ks. Stanisław Figura (1996[3]- 2000[7])
- ks. Bogdan Jeleń (1996[3]- 2000[7])
- ks. Edward Pasteczko (1997[6]- 2000[7])
- ks. Andrzej Florczak (2000[7]- 2002)
- ks. Krzysztof Karnas (2000[7]- 2001[8])
- ks. Krzysztof Litwa (2000[7]- 2005[9])
- ks. Bogusław Borek (2002[8]- 2005[9])
- ks. Rafał Starzak (wikariusz w latach: 2005-2007, obecnie rezydent[10])
- ks. Mariusz Słonina (2005[9]-2010)
- ks. Stanisław Czernik (2007[11]- 2011)
- ks. Zygmunt Filip Badurski (Od 1 września 2012 do 28 sierpnia 2013 roku)[12]
- ks. Marian Kapuściak (od 2013)
- ks. Piotr Pałasz (od 2011)

## Wspólnoty parafialne
- Krąg Biblijny
- Żywy Różaniec kobiet i mężczyzn
- Modlitewna wspólnota rodzin
- Bracia Franciszkańskiego Zakonu Świeckich
- Neokatechumenat
- Koło Przyjaciół Radia Maryja
- Oddział CARITAS
- Zespół misyjny
- Bractwo Trzeźwości
- Ruch Światło-Życie „Oaza”
- WMZ (W Miłości Zwycięstwo)
- Służba liturgiczna
- Scholka dziewczęca